# Задворная улица (Санкт-Петербург)
Задво́рная улица — улица во Фрунзенском районе Санкт-Петербурга. Проходит от Касимовской до Средней улицы.

## История
Название Задворная улица известно с конца XIX века, связано с тем, что на улицу выходили задворные участки Волковой деревни.

## Достопримечательности
- Перехватывающая парковка
- Детский сад № 8